# Giuseppe Antonio Abbamonte
Giuseppe Antonio Abbamonte, noto anche come Giuseppe Abbamonti (Caggiano, 21 gennaio 1759 – Napoli, 9 agosto 1818), è stato un patriota e politico italiano.

## Biografia
A Napoli aderì a varie logge massoniche e società segrte di ideali giacobini, come il Casino di Capodimonte, l'Unione Centrale e la Società Patriottica. nel 1794, coinvolto in una congiura, fu costretto a fuggire a Oneglia. Qui entrò in contatto con vari esponenti italiani giacobini, ed insieme a loro ebbe un ruolo cruciale nelle cospirazioni che accompagneranno la Campagna d'Italia. Nel 1796 fu nominato Segretario Generale del Comitato Centrale di Polizia dell'Amministrazione Generale della Lombardia. Visse a Loano e a Milano, dove nel 1797 pubblicò il Saggio sulle leggi fondamentali dell'Italia libera, una proposta di Costituzione per un'eventuale Repubblica Italiana, che univa aspetti della Costituzione Francese del 1793 (monocameralismo, suffragio universale, armamento del popolo tramite una Guardia Nazionale permanente e una temporanea e sanità pubblica), del progetto di costituzione di Condorcet (istruzione pubblica, inoltre il testo non menziona l'Essere Supremo) e della costituzione Termidoriana (ferrea divisione dei poteri, governo di 20 ministri)   Sempre nel capoluogo lombardo fondò il Giornale dei Patrioti italiani e collaborò con il Monitore italiano.
Nel 1798 divenne ispettore generale del ministero di polizia della Repubblica cisalpina, ma in seguito fu arrestato a causa di contrasti politici.
Dopo la proclamazione della Repubblica Napoletana, pur essendo assente dalla città fu chiamato a far parte del governo provvisorio. Giunto a Napoli nella seconda metà del febbraio 1799, organizzò il tribunale di giustizia e fu dapprima nominato Presidente del Comitato centrale e poi della Commissione esecutiva.
Partecipò alla difesa della città contro le truppe sanfediste. Dopo la resa, avrebbe dovuto recarsi a Tolone, insieme ad altri patrioti napoletani, ma i vincitori non mantennero i patti e li imprigionarono. Abbamonte fu condannato a morte dalla Giunta di stato ma, per essersi arreso, la pena fu commutata in ergastolo.
Liberato nel 1801 si recò a Milano, per poi tornare a Napoli definitivamente nel 1806, quando Giuseppe Bonaparte divenne re della città. Qui rivestì importanti ruoli nella magistratura e fu in seguito (1809) nominato consigliere di stato da Gioacchino Murat. Rimase in città anche dopo la restaurazione e sotto il regno di Ferdinando I fu nominato consigliere della Corte suprema di giustizia.

## Opere
- Saggio sulle leggi fondamentali dell'Italia libera. Dedicato al popolo italiano, Milano, dallo stampatore Luigi Veladini, anno 1. della libertà italiana [1797], SBN IEIE000516. Non firmato. Attribuito a Giuseppe Abbamonte.

- Repubblica Napoletana. Governo Provvisorio, Napoli, il di 7. Germile anno 7º della Libertà (27 marzo stile vecchio). Il Comitato centrale. Al cittadino Antonio Piatti tesoriere nazionale, Napoli, s.e., 1799, SBN NAPE065416. 1 foglio. Firmatario: Giuseppe Abbamonte.